# Arsenio Erico
Arsenio Pastor Erico Martínez (Asunción, 30 de marzo de 1915-Buenos Aires, 23 de julio de 1977) fue un futbolista paraguayo que se destacó en las décadas de 1930 y 1940. Es considerado por la FIFA como el mejor futbolista paraguayo de todos los tiempos y uno de los mejores futbolistas sudamericanos del siglo XX. Para muchos ha sido el mejor centrodelantero de la historia. Ostenta el récord en la actualidad de ser el máximo goleador de toda la historia de la Primera División de Argentina.
Comenzó su carrera como jugador en el Club Nacional y luego tuvo un destacado desempeño en el Club Atlético Independiente. Según la tabla de la IFFHS, Erico se encuentra entre los máximos goleadores paraguayos de todos los tiempos, ocupando el segundo lugar detrás de su compatriota Óscar Cardozo. Es el segundo jugador paraguayo que más goles ha marcado en torneos de primera división, con un total de 331 goles en 372 partidos (promedio de 0,88 por partido). Arsenio Erico convirtió 47 goles en el torneo argentino de 1937 siendo el máximo goleador de una temporada por un torneo. Registró la acrobacia «escorpión» en 1934.
Inicialmente, a Erico se le otorgaban 293 goles, superando por un tanto a Ángel Labruna de River Plate. En el año 2008, se le reconoció un gol más a Labruna, dándole la misma cantidad total de goles que a Erico, pero con un promedio mucho más bajo. Finalmente, el historiador futbolero argentino Claudio Keblaitis publicó en su libro Alma Roja III, los años dorados que Erico contabilizaba 293 goles. Si bien la AFA nunca publicó una rectificación, en 2013, en un artículo de su revista oficial, se menciona al «paraguayo Arsenio Erico, máximo goleador histórico del fútbol argentino con 293 anotaciones».

## Trayectoria
Erico inició su carrera futbolística en el Club Nacional a los 15 años, debutando en la Primera División de Paraguay.
En 1932, durante la guerra del Chaco —entre Paraguay y Bolivia—, Erico, aún menor de edad para el servicio militar, acompañó a una selección de la Cruz Roja en una gira con fines de recaudación de fondos. Durante esta gira, destacó notablemente en Argentina, captando la atención de directivos de River Plate e Independiente. Finalmente, fueron los dirigentes de Independiente quienes lograron firmar un contrato profesional con él. No obstante, Erico debía cumplir con el servicio militar en Paraguay, que estaba en conflicto. Los directivos argentinos obtuvieron un permiso especial del Ministerio de Defensa de Paraguay, permitiendo así a Erico iniciar su destacada carrera en Argentina.
Debutó con Independiente el 5 de mayo de 1934 contra Boca Juniors sin anotar goles, a los 19 años. En el siguiente partido contra Chacarita Juniors, marcó el primero de sus 293 goles.

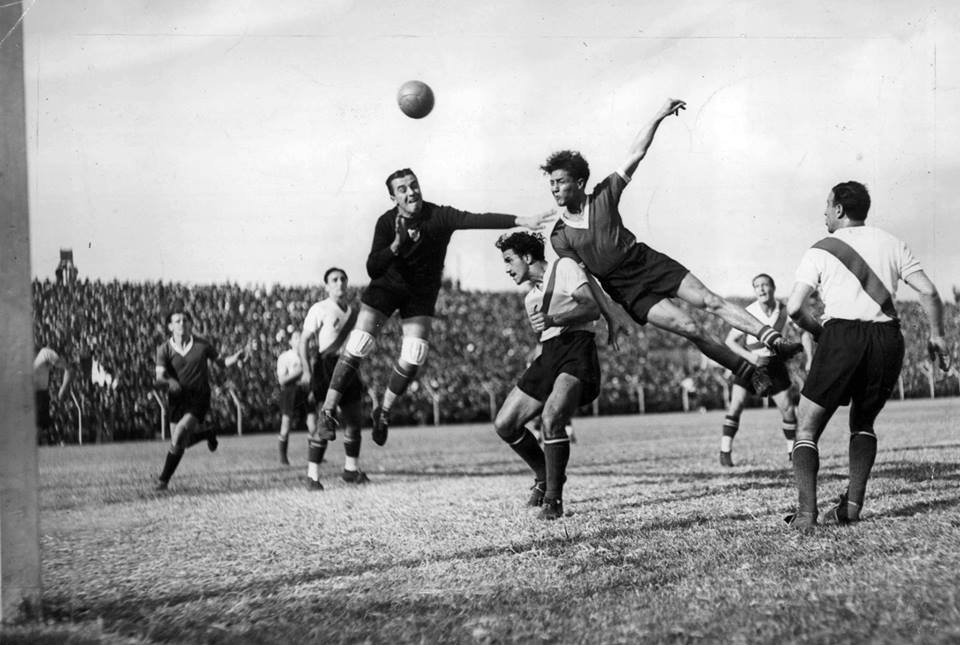
Erico rematando de cabeza en un partido contra River Plate, 1935.

A lo largo de su carrera, recibió numerosos apodos como: «El Saltarín Rojo», «El Hombre de Goma», «El Paraguayo de Oro», «El Hombre de Mimbre», «El Mago», «El Aviador», «El Duende Rojo», «El Diablo Saltarín», «El Rey del Gol», «Mister Gol», «El Hombre de Plástico», «Virtuoso», «El Semidiós», «El Trampolín de América», entre otros. La prensa de la época no escatimaba en elogios sobre su estilo de juego.

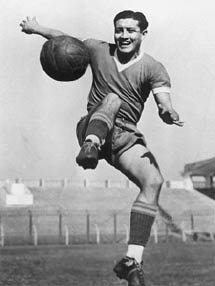
Erico en acción.

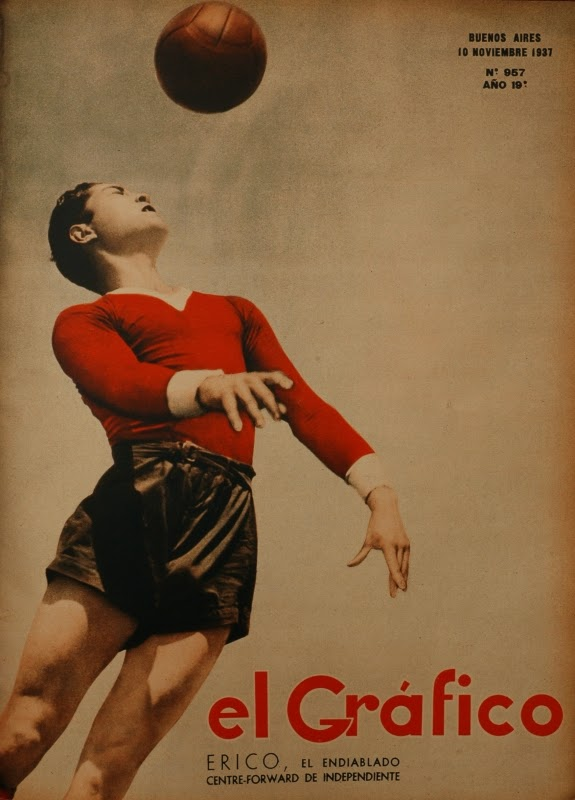
Arsenio Erico en la portada de El Gráfico con el titular «Erico, el endiablado», 1937.

Luego de un periodo de inactividad debido a lesiones, en 1937 Arsenio Erico desplegó todo su potencial, anotando 48 goles en 34 partidos, lo que lo convirtió en el máximo goleador en un torneo largo y estableció un promedio de 1,43 goles por partido, el más alto en un campeonato. En 1938, lideró a Independiente hacia su primer título nacional en la era profesional, repitiendo su rendimiento goleador con 43 tantos en el año. Al siguiente año, marcó 41 goles,  asegurando el bicampeonato para los «Diablos Rojos».

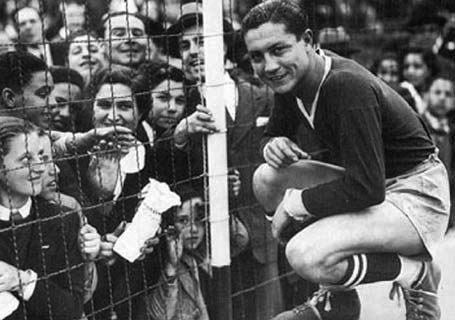
Erico posando con un grupo de admiradores durante un partido de su equipo, Independiente (1939).

Durante estos dos años, Independiente jugó 66 partidos, ganando 52, empatando 5 y perdiendo 9. Algunos expertos consideran al equipo de Independiente de 1938-39 como uno de los mejores en la historia del fútbol mundial, junto al Real Madrid de Alfredo Di Stéfano y la selección brasileña de 1970 con Pelé.
Erico formó parte de una delantera excepcional junto a José Vilariño, Vicente de la Mata, Antonio Sastre y Juan José Zorrilla. Su capacidad para anotar goles era extremadamente creativa y variada.

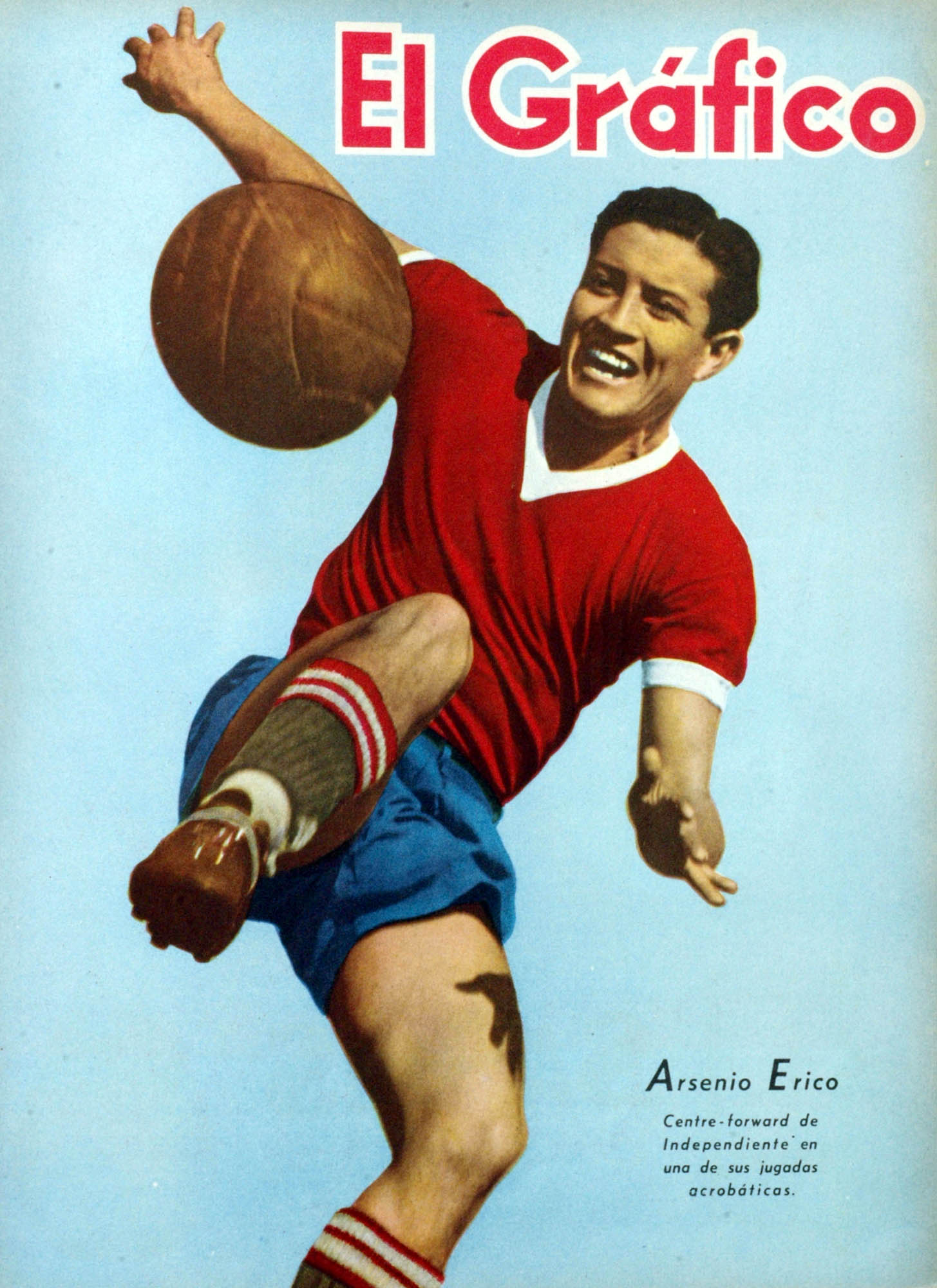
«Arsenio Erico, centre-forward de Independiente, en una de sus jugadas acrobáticas», —El Gráfico (1942).

En 1942, tras disputas con los nuevos dirigentes de Independiente, Erico regresó a Paraguay y cumplió su sueño de llevar al Nacional al campeonato. Independiente recibió ofertas de River Plate y San Lorenzo de Almagro por su traspaso, pero la afición se opuso a verlo en un equipo rival, por lo que se le renovó el contrato y regresó en 1943.
Independiente finalmente vendió el pase de un Erico ya maduro y lesionado a Huracán, donde jugó siete partidos oficiales sin marcar goles antes de retirarse del fútbol argentino, cerrando su récord con 293 goles.
Erico brilló como uno de los más grandes futbolistas sudamericanos de su época, siendo considerado el mejor jugador de fútbol en Sudamérica durante el siglo XX. Sumando sus goles con Nacional, especialmente durante la temporada de 1942 en la que se coronó campeón, superó los 300 goles en su carrera.
En Paraguay, Erico alternó roles como jugador y director técnico durante el Campeonato Paraguayo de 1949, logrando el subcampeonato con Nacional, detrás de Guaraní. Esta fue su única experiencia como entrenador.

### Escorpión
El 12 de agosto de 1934, en un partido entre Independiente y Boca Juniors, frente a 50 mil espectadores, Arsenio Erico marcó un gol bautizado como «balancín». Tras un centro de Antonio Sastre, Erico intentó rematar de cabeza lanzándose hacia adelante, pero al no conectar el balón correctamente, resolvió la jugada con un golpe de taco en el aire, anotando un gol que sorprendió al público. Con el tiempo, esta técnica pasó a llamarse «escorpión» y, aunque jugadores como Alfredo di Stéfano (1957), Roberto Cabañas (1983), René van Eck (1985), Víctor Hugo Aristizábal (1993) la realizaron posteriormente, alcanzó mayor notoriedad cuando la ejecutó el arquero colombiano René Higuita en 1995.

### Tras el retiro
Arsenio Erico fijó su residencia en Argentina hasta su fallecimiento, realizando viajes frecuentes a Paraguay para visitar a su familia. Contrajo matrimonio en 1960, ya en su madurez, con Aurelia Blanco, una argentina de ascendencia española. La pareja no tuvo hijos.
En 1970, fue homenajeado en Asunción con un partido amistoso entre las selecciones de Argentina y Paraguay, disputado en el Estadio Defensores del Chaco repleto. Durante el evento, se le entregó un trofeo de reconocimiento y dio una vuelta al campo de juego en medio de ovaciones.

## Vida personal y familia
Según las biografías más difundidas, Arsenio Erico nació el 30 de marzo de 1915 en Asunción, Paraguay. Sin embargo, en su partida de bautismo figura como Aníbal Arcenio y la fecha registrada de su nacimiento es el 30 de mayo de 1915. Su ascendencia paterna tiene origen italiano; sus abuelos, Paolo Erico y María Paciello, nacieron en Pozzuoli, una localidad cercana a Nápoles, Italia. Según el relato de Jorge Barraza en su obra Erico para siempre, la pareja emigró a Paraguay en 1885, estableciéndose en Asunción. De este matrimonio nacieron tres hijos: Gregorio, Juan Alberto y Guillermo, este último, padre de Arsenio Erico.
A pesar de su fama, Erico vivió una vida personal discreta. A lo largo de su carrera, estuvo soltero y llevaba una vida austera, lo que él mismo atribuyó a su éxito en el campo. En una entrevista, comentó que no tener «malas noches» y vivir solo le permitió concentrarse en su fútbol. Nunca se casó durante su carrera, aunque finalmente contrajo matrimonio a los 45 años con Aurelia Blanco el 20 de febrero de 1960.

### Rasgos de su personalidad

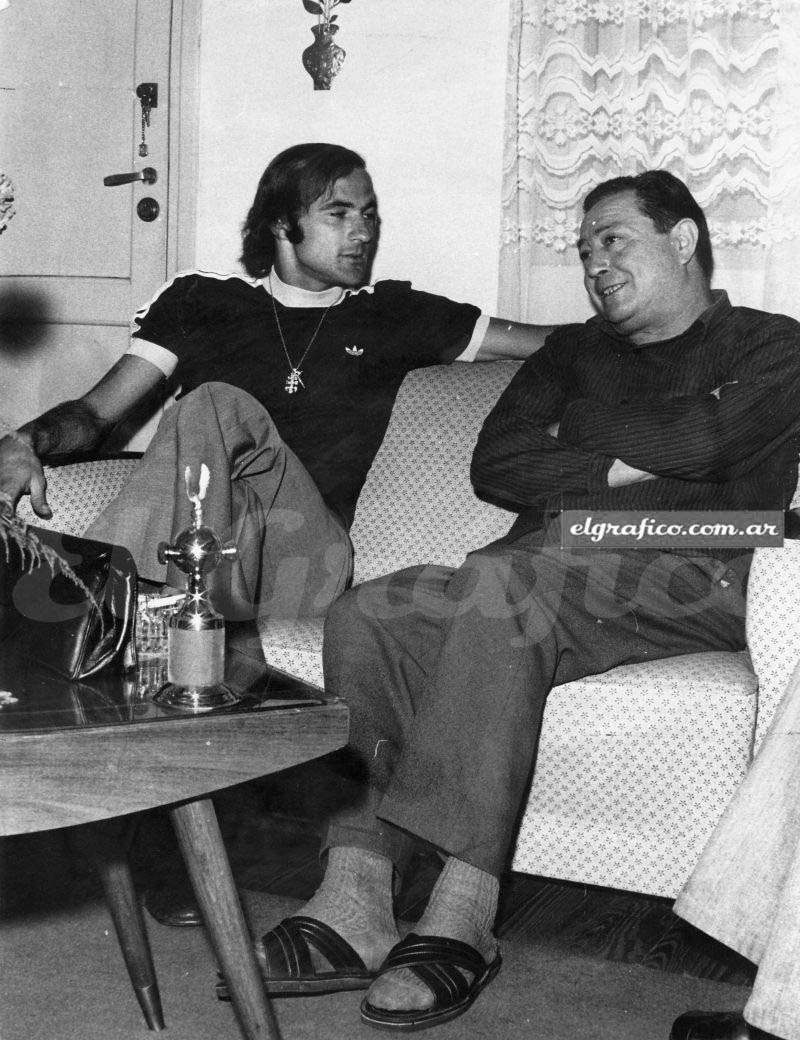
Erico (a la derecha) en 1975.

Erico era conocido por su humildad y generosidad, tanto con sus compatriotas como con sus compañeros de fútbol. Según relatos, recibía en su casa a quienes necesitaban ayuda, ofreciendo desde alojamiento hasta ropa, autos y comida. Su amistad y bondad también se reflejaban en sus actitudes hacia los rivales; por ejemplo, les prohibía a sus compañeros que lo abrazaran al celebrar goles, para no hacer sentir mal a los adversarios. Aunque fue una figura pública, siempre mantuvo un perfil bajo y se dedicaba a su pasión por el fútbol, alejándose del bullicio mediático de la época.

## Recepción
«Él tenía, escondidos en el cuerpo, resortes secretos. Saltaba el muy brujo sin tomar impulso, y su cabeza llegaba siempre más alto que las manos del arquero, y cuando más dormidas parecían sus piernas, con más fuerza descargaban de pronto latigazos al gol. Con frecuencia, Erico azotaba de taquito. No hubo taco más certero en la historia del fútbol. Cuando Erico no hacía goles, los ofrecía, servidos, a sus compañeros»
Eduardo Galeano, periodista y escritor uruguayo

«Pasará un milenio sin que nadie repita tu proeza,

el pase de taquito o de cabeza.

Y todo lo hacía con elegancia de bailarín.»
Cátulo Castillo, poeta y compositor argentino de tango

«Su mejor arma era cuando saltaba. Les ganaba a los arqueros y metía todos los goles de cabeza. Era un delantero imposible de marcar, pero no solo eso, también era todo un caballero»
Francisco Varallo, exfutbolista argentino

«Erico es diferente a todos, a todo lo que vi. Un jugador notable. Todo lo que engloban, sin exagerar, las cinco letras de la palabra crack. Para mí, un malabarista de circo, un artista. Perdón, un gran artista»
Alfredo di Stéfano, exfutbolista y exentrenador argentino-español

«Digamos todos, "¡viva Erico de Independiente!", y el que no lo quiera decir que reviente»
Carlos de la Púa, poeta y periodista argentino

«Llega feliz,

con la frente alta y el corazón lleno de goles;

ofrenda sus preseas y medallas y nos invita a borrar tanta espera»
Catalo Bogado y Gilberto Ramírez en su poema Oda a Arsenio Erico

Arsenio Erico es reconocido como uno de los más grandes futbolistas de Sudamérica. Eduardo Galeano describió su habilidad como la de un jugador con «resortes secretos», capaz de saltar sin impulso y superar a los arqueros. Francisco Varallo destacó su capacidad para ganarles a los arqueros y su dificultad para ser marcado. Alfredo Di Stéfano, por su parte, lo calificó como un «malabarista de circo« y un «gran artista», además de señalar que fue el mejor futbolista de la historia y que trató de imitarlo, aunque según él, solo logró un cinco por ciento de lo que Erico hacía en el campo.

## Fallecimiento
En 1977, sufrió complicaciones vasculares en su pierna izquierda, que requirieron su amputación. Aunque parecía estar recuperándose, sufrió un paro cardíaco fatal el 23 de julio de 1977. Al día siguiente, Independiente enfrentó a River Plate, los dos clubes que habían competido por su fichaje cuatro décadas atrás. La hinchada, muchos con lágrimas, coreaba: ¡se siente, se siente, Erico está presente! Independiente ganó 2 a 1 tras remontar un gol en contra.
Independiente asumió los gastos del sepelio y entierro de Erico. En un día laborable y de invierno, bajo la dictadura militar argentina, una multitudinaria caravana fúnebre partió de la sede del club hacia el cementerio de Morón, a 65 km de distancia, sin autopistas disponibles en esa época. Este evento reflejó la enorme categoría de ídolo que Erico ostentaba en el club.
En reconocimiento a su legado, el estadio del Club Nacional lleva su nombre: Estadio Arsenio Erico, al igual que una tribuna del Estadio Defensores del Chaco y la platea principal del Estadio Libertadores de América-Ricardo Enrique Bochini de Independiente.

### Repatriación

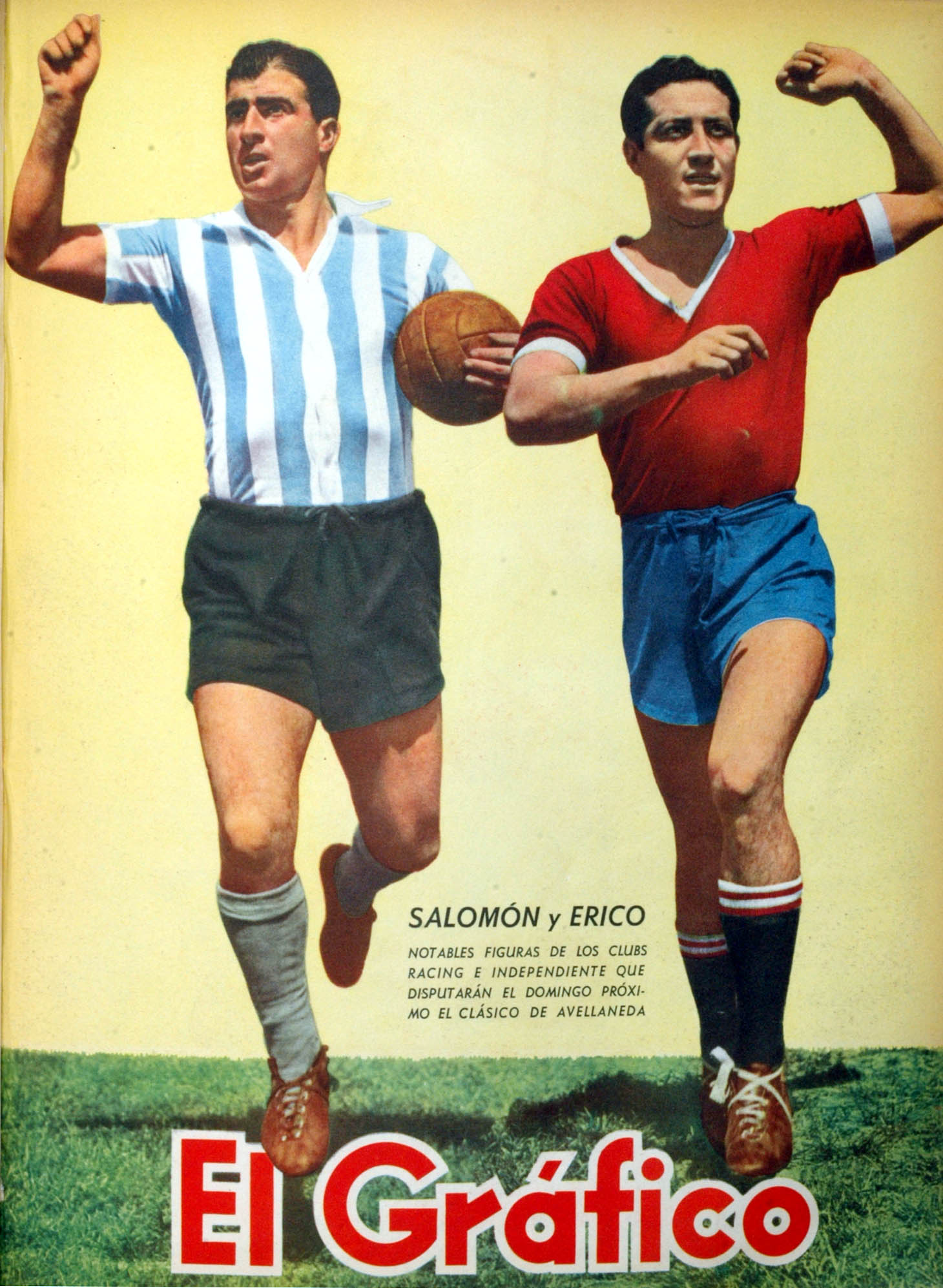
Salomón, de Racing, y Erico en 1941.

Luego de largos años de meticuloso trabajo burocrático promovido por un grupo de voluntarios paraguayos en conjunto con autoridades nacionales, en 2009 se concretaron los trámites necesarios, refrendados por el Poder Ejecutivo, para la repatriación de los restos del célebre futbolista.
El 24 de febrero de 2010, antes de emprender el traslado terrestre del féretro de Erico hacia su país natal, se llevaron a cabo actos especiales de despedida con una considerable concurrencia de personas. Estos actos se realizaron primero en la sede del club deportivo paraguayo, luego en el estadio de Huracán y finalmente en la sede de Independiente, el equipo con el que se convirtió en leyenda. La despedida definitiva de la República Argentina se efectuó la mañana del 25 de febrero con una sentida ceremonia en la cabecera del Puente Internacional San Roque González de Santa Cruz, que conecta la ciudad argentina de Posadas con Encarnación.
El histórico regreso a Paraguay se produjo minutos después, siendo recibido con honores y en medio de una multitud en la capital del Departamento de Itapúa. Desde allí, una caravana acompañó la comitiva rumbo a Asunción, realizando breves paradas en diversas localidades. A su llegada, fue objeto de un homenaje en el estadio que lleva su nombre, perteneciente al Club Nacional, y posteriormente en el Congreso Nacional, donde estuvo presente, —el entonces presidente de Paraguay—, Fernando Lugo.
Finalmente, el 26 de febrero de 2010, el ataúd con los restos repatriados de Arsenio Erico fueron transportados a su morada definitiva, un mausoleo construido especialmente para la ocasión, ubicado dentro del Estadio Defensores del Chaco.

## Clubes

### Como jugador
| Club                        | País      | Año       |
| --------------------------- | --------- | --------- |
| Club Nacional               | Paraguay  | 1930-1931 |
| Club Atlético Independiente | Argentina | 1934-1942 |
| Club Nacional               | Paraguay  | 1942      |
| Club Atlético Independiente | Argentina | 1943-1946 |
| Club Atlético Huracán       | Argentina | 1947      |
| Club Nacional               | Paraguay  | 1948-1949 |

### Como entrenador
| Club                             | País      | Año  |
| -------------------------------- | --------- | ---- |
| Club Social y Deportivo Flandria | Argentina | 1948 |
| Club Nacional                    | Paraguay  | 1949 |
| Sol de América                   | Paraguay  | 1955 |
| Club Nacional                    | Paraguay  | 1956 |

## Estadísticas
Datos actualizados al fin de la carrera deportiva.
| Club | Div           | Temporada     | Liga  | Liga  | Liga   | Copas (1) | Copas (1) | Copas (1) | Internacional (2) | Internacional (2) | Internacional (2) | Total (3) | Total (3) | Total (3) | Promedio |
| Club | Div           | Temporada     | Part. | Goles | Asist. | Part.     | Goles     | Asist.    | Part.             | Goles             | Asist.            | Part.     | Goles     | Asist.    | Goles    |
| --- | ------------- | ------------- | ----- | ----- | ------ | --------- | --------- | --------- | ----------------- | ----------------- | ----------------- | --------- | --------- | --------- | -------- |
| Nacional Paraguay | 1.ª           | 1930-1931     | 14    | 17    | -      | -         | -         | -         | -                 | -                 | -                 | 14        | 17        | -         | 1,21     |
| Nacional Paraguay | 1.ª           | Total etapa   | 14    | 17    | -      | 0         | 0         | 0         | 0                 | 0                 | 0                 | 14        | 17        | -         | 1,21     |
| Independiente Argentina |               |               |       |       |        |           |           |           |                   |                   |                   |           |           |           |          |
| 1.ª | 1934          | 21            | 12    | 7     | -      | -         | -         | -         | -                 | -                 | 21                | 12        | 7         | 0,57      |          |
| 1.ª | 1935          | 18            | 22    | 2     | -      | -         | -         | -         | -                 | -                 | 18                | 22        | 2         | 1,22      |          |
| 1.ª | 1936          | 26            | 21    | 8     | -      | -         | -         | -         | -                 | -                 | 26                | 21        | 8         | 0,81      |          |
| 1.ª | 1937          | 34            | 48    | 8     | -      | -         | -         | -         | -                 | -                 | 34                | 48        | 8         | 1,41      |          |
| 1.ª | 1938          | 30            | 43    | 8     | 1      | 2         | -         | 1         | 1                 | -                 | 32                | 46        | 8         | 1,44      |          |
| 1.ª | 1939          | 32            | 41    | 8     | 1      | 2         | -         | 1         | 3                 | -                 | 34                | 46        | 11        | 1,35      |          |
| 1.ª | 1940          | 30            | 29    | 9     | -      | -         | -         | -         | -                 | -                 | 30                | 29        | 9         | 0,97      |          |
| 1.ª | 1941          | 27            | 26    | 6     | 1      | 0         | -         | -         | -                 | -                 | 28                | 26        | 6         | 0,93      |          |
| 1.ª | Total etapa   | 218           | 242   | 56    | 3      | 4         | 0         | 2         | 4                 | 0                 | 223               | 250       | 56        | 1,12      |          |
| Nacional Paraguay | 1.ª           | 1942          | 32    | 2     | -      | -         | -         | -         | -                 | -                 | -                 | 32        | 2         | -         | 0,06     |
| Nacional Paraguay | 1.ª           | Total etapa   | 32    | 2     | -      | 0         | 0         | 0         | 0                 | 0                 | 0                 | 32        | 2         | -         | 0,06     |
| Independiente Argentina | 1.ª           | 1942          | 3     | 0     | 1      | -         | -         | -         | -                 | -                 | -                 | 3         | 0         | 1         | 0,00     |
| Independiente Argentina | 1.ª           | 1943          | 29    | 17    | 8      | 5         | 1         | -         | -                 | -                 | -                 | 34        | 18        | 8         | 0,59     |
| Independiente Argentina | 1.ª           | 1944          | 26    | 12    | 5      | 2         | 0         | -         | -                 | -                 | -                 | 28        | 12        | 5         | 0,43     |
| Independiente Argentina | 1.ª           | 1945          | 30    | 20    | 10     | 1         | 0         | -         | -                 | -                 | -                 | 31        | 20        | 10        | 0,65     |
| Independiente Argentina | 1.ª           | 1946          | 19    | 4     | 8      | 1         | 0         | -         | -                 | -                 | -                 | 20        | 4         | 8         | 0,20     |
| Independiente Argentina | 1.ª           | Total etapa   | 107   | 53    | 34     | 9         | 1         | 0         | 0                 | 0                 | 0                 | 116       | 54        | 34        | 0,47     |
| Independiente Argentina | 1.ª           | Total club    | 325   | 295   | 90     | 12        | 5         | 0         | 2                 | 4                 | 0                 | 339       | 304       | 90        | 0,90     |
| Huracán Argentina |               |               |       |       |        |           |           |           |                   |                   |                   |           |           |           |          |
| 1.ª | 1947          | 7             | 0     | 2     | -      | -         | -         | -         | -                 | -                 | 7                 | 0         | 2         | 0,00      |          |
| 1.ª | Total club    | 7             | 0     | 0     | 0      | 0         | 0         | 0         | 0                 | 0                 | 7                 | 0         | 0         | 0,00      |          |
| Nacional Paraguay |               |               |       |       |        |           |           |           |                   |                   |                   |           |           |           |          |
| 1.ª | 1948-1949     | 26            | 21    | -     | -      | -         | -         | -         | -                 | -                 | 26                | 21        | -         | 0,81      |          |
| 1.ª | Total etapa   | 26            | 21    | -     | 0      | 0         | 0         | 0         | 0                 | 0                 | 26                | 21        | -         | 0,81      |          |
| 1.ª | Total club    | 72            | 40    | -     | 0      | 0         | 0         | 0         | 0                 | 0                 | 72                | 40        | -         | 0,56      |          |
| Total carrera | Total carrera | Total carrera | 404   | 335   | 90     | 12        | 5         | 0         | 2                 | 4                 | 0                 | 418       | 344       | 90        | 0,82     |
| (1) Incluye datos de la Copa Dr. Carlos Ibarguren (1938, 1939), Copa Adrián C. Escobar (1941, 1943), Copa de la República (1943, 1944), Copa de Competencia Británica (1944, 1945, 1946). (2) Incluye datos de la Copa Aldao (1938). (3) No incluye goles ni asistencias en partidos amistosos. (4) Los datos de asistencias |               |               |       |       |        |           |           |           |                   |                   |                   |           |           |           |          |

## Palmarés

### Torneos nacionales
| Título           | Club                        | País      | Año  |
| ---------------- | --------------------------- | --------- | ---- |
| Primera División | Club Atlético Independiente | Argentina | 1938 |
| Copa Ibarguren   | Club Atlético Independiente | Argentina | 1938 |
| Primera División | Club Atlético Independiente | Argentina | 1939 |
| Copa Ibarguren   | Club Atlético Independiente | Argentina | 1939 |
| Copa Escobar     | Club Atlético Independiente | Argentina | 1939 |
| Primera División | Club Nacional               | Paraguay  | 1942 |

### Torneos internacionales
| Título     | Club                        | País                | Año  |
| ---------- | --------------------------- | ------------------- | ---- |
| Copa Aldao | Club Atlético Independiente | Argentina / Uruguay | 1938 |
| Copa Aldao | Club Atlético Independiente | Argentina / Uruguay | 1939 |

Títulos no oficiales
- Torneo Internacional Nocturno: 1936 y 1941[33]
- Copa Intendencia Municipal de La Rioja: 1937
- Copa Trofeo Premio Cigarrillos Saratoga (versus Racing Club): 1939
- Copa Confraternidad Argentino-Brasileña (versus Flamengo): 1939
- Copa Municipalidad de Avellaneda: 1940
- Trofeo Universidad de Chile (versus Universidad de Chile): 1940
- Torneo Internacional Nocturno: 1941
- Copa Intendente Municipal: 1941
- Copa Ministerio de Hacienda: 1941
- Copa Fraternidad: 1941
- Copa Presidente Prado: 1941

### Distinciones individuales
| Distinción                                                                | Año               |
| ------------------------------------------------------------------------- | ----------------- |
| Máximo goleador de la Primera División de Argentina                       | 1937, 1938 y 1939 |
| 8.º Mejor jugador sudamericano del siglo XX                               | 2004              |
| 49.º Mejor jugador del siglo XX (IFFHS)                                   | 2004              |
| Máximo goleador histórico de la Primera División de Argentina (295 goles) | 1946              |

### Récords
- Máximo goleador histórico del fútbol argentino con 295 goles.[34]
- Máximo goleador de la Primera División de Argentina durante tres temporadas consecutivas: 1937, 1938 y 1939..[35]

## Homenajes
En su honor, fue nombrada la Plaza Arsenio Erico del Barrio San Blas de la ciudad de Asunción. También un barrio de la ciudad de Itauguá y una calle de la ciudad de Luque llevan su nombre.